# NGC 173
NGC 173 (również PGC 2223 lub UGC 369) – galaktyka spiralna (Sc), znajdująca się w gwiazdozbiorze Wieloryba. Odkrył ją William Herschel 28 grudnia 1790 roku.